# Верхние Верези
Ве́рхние Верези́ (тат. Югары Бирәзә) — деревня в Арском районе Республики Татарстан, в составе Новокырлайского сельского поселения.

## Этимология
Топоним произошёл от татарского слова «югары» (верхний) и гидронима «Бирәзә» (Верезинка).

## География
Деревня находится на реке Верезинка, в 10 км к северо-западу от города Арска.

## История
Деревня основана во второй половине XVI века.
В XVIII - первой половине XIX века жители деревни числились государственными крестьянами. Основные занятия жителей в этот период — земледелие и скотоводство, были распространены пчеловодство, мукомольный промысел.
В «Списке населенных мест по сведениям 1859 года», изданном в 1866 году, населённый пункт упомянут как казённая деревня Верхние Верези (Верезябаш) 2-го стана Казанского уезда Казанской губернии. Располагалась при речке Верезинке, по левую сторону Сибирского почтового тракта, в 67 верстах от губернского города Казани и в 8 верстах от становой квартиры в заштатном городе Арске. В деревне в 63 дворах жили 551 человек (258 мужчин и 293 женщины). Была мечеть.
В начале XX века в деревне действовали мечеть (1902 г.), медресе, водяная мельница, кузница, 2 бакалейные лавки. В этот период земельный надел сельской общины составлял 1001,1 десятины.
До 1920 года деревня входила в Арскую волость Казанского уезда Казанской губернии. С 1920 года в составе Арского кантона ТАССР. С 10 августа 1930 года в Арском районе.
В 1930 году в деревне был  организован первый колхоз (с 1993 г. коллективное предприятие «Динамо», с 2013 г. «Агрофирма «Арча», с 2017 г. «Агрофирма «Центральная»).
В 1930-е годы в деревне была открыта начальная школа (располагалась в здании мечети), в 1977 году была закрыта, в 1982 года возобновила работу (в 1985 г. было построено новое здание).

## Население
| 1859 | 1897 | 1908 | 1920 | 1926 | 1938 | 1949 | 1958 | 1970 | 1979 | 1989 | 2002 | 2010 | 2015 |
| ---- | ---- | ---- | ---- | ---- | ---- | ---- | ---- | ---- | ---- | ---- | ---- | ---- | ---- |
| 551  | 628  | 773  | 668  | 796  | 735  | 375  | 335  | 276  | 241  | 202  | 230  | 215  | 219  |

Национальный состав села — татары.

## Экономика
Жители занимаются мясо-молочным скотоводством.

## Инфраструктура
Начальная школа, библиотека (в здании мечети).

## Религия
Мечеть (с 1902 г.) — памятник культовой архитектуры в традициях татарского народного зодчества и классицизма.